# Pagyda pulvereiumbralis
Pagyda pulvereiumbralis là một loài bướm đêm trong họ Crambidae.